# Annemarie Tomei
Annemarie Tomei, geborene Mohrmann (* 22. April 1928 in Fallingbostel; † 2. Februar 2021 in Hannover), war eine deutsche Politikerin (FDP). Sie war von 1974 bis 1978 Abgeordnete im Landtag von Niedersachsen. Zuvor wirkte sie als Verlagslektorin.

## Biografie
Annemarie Mohrmann, geboren als Tochter von Elfriede Mohrmann, geborene Kilian, und Karl Mohrmann, besuchte die Realgymnasien in Soltau und Walsrode. In den letzten beiden Kriegsjahren befand sie sich im Gesundheitsdienst im Kriegseinsatz. Im Jahr 1946 machte sie das Abitur und absolvierte während ihrer Wartezeit auf einen Studienplatz eine Schneiderlehre, die mit der Staatsprüfung in Nadelarbeit endete. Bis 1950 arbeitete sie als technische Lehrerin in Fallingbostel.
Von 1951 bis 1953 studierte sie Rechts- und Staatswissenschaften, zudem Jugendpsychologie und Sprachen an der Universität Hamburg. Im Jahr 1953 brach sie das Studium ab, um sich auf ihre Familie zu konzentrieren. 1956 heiratete sie Ernst Tomei. Bis 1968 war sie Hausfrau, dazwischen hielt sie sich zwischen 1954 und 1956 in Indonesien auf. Während dieser Zeit publizierte sie für verschiedene deutsche und niederländische Zeitungen als freie Mitarbeiterin. In Indonesien arbeitete sie an der Medizinischen Fachschule der Universitätsklinik in Semarang auf Java als Sprachlehrerin für Deutsch und Englisch.
Im Jahr 1968 trat Annemarie Tomei der FDP bei und war bis 1974 Vertragslehrerin an der Mittelpunktschule in Fallingbostel. Im Jahr 1972 belegte sie einen Seminarkursus über „Moderne Mathematik in der Schule“ an der Technischen Universität Hannover und 1973 legte sie die Zertifikatsprüfung in Pädagogischer Psychologie ab. Seit 1974 arbeitete sie als Verlagslektorin in einem Schulbuchverlag. Von 1980 bis 1991 war sie Leiterin der Landesbildstelle Niedersachsen (Selbständiges Dezernat S3 Bildungstechnologien im Niedersächsischen Landesverwaltungsamt). In dieser Zeit initiierte sie zahlreiche Ausstellungsvorhaben zu historischen, kulturellen und medienbezogenen Themen. Außerdem wurde die Förderung der „aktiven Videoarbeit“ im schulischen und außerschulischen Bereich zu einem Kernbereich der pädagogischen Arbeit ausgebaut.
Tomei war stellvertretende Vorsitzende des FDP-Bezirksverbandes Elbe-Weser und Vorsitzende des DRK-Ortsvereins Fallingbostel. Außerdem war sie Mitglied des Rates der Stadt Fallingbostel. Von 1974 bis 1978 war sie Mitglied des Niedersächsischen Landtages in dessen achter Wahlperiode. Während dieser Wahlperiode war sie stellvertretende Vorsitzende der FDP-Landtagsfraktion. Zuletzt lebte Tomei in einem Pflegeheim in Hannover.
Annemarie Tomei war evangelisch, verheiratet ab 1956 mit Ernst Tomei und hatte vier Kinder (Petra-Susanne, Jan, Oliver und Saksi).